# Edoardo Gasser
Edoardo Gasser, též Eduard nebo Eduardo (12. září 1859 Terst – 7. květen 1932), byl rakouský právník a politik italské národnosti z Terstu, na počátku 20. století poslanec Říšské rady.

## Biografie
Profesně působil jako advokát. V době svého působení v parlamentu se uvádí jako advokát ve Terstu.
Působil coby poslanec Říšské rady (celostátního parlamentu Předlitavska), kam usedl ve volbách do Říšské rady roku 1911, konaných podle všeobecného a rovného volebního práva. Byl zvolen za obvod Terst 02.
V roce 1911 byl uváděn jako italský liberál. Po volbách roku 1911 byl na Říšské radě členem poslaneckého Klubu liberálních Italů.